# Захари Филипов
Захари Филипов Фъртунков е български партизанин, политически офицер, генерал-майор.

## Биография
Роден е на 15 юни 1919 г. в софийското село Бистрица. От септември 1933 г. учи във втора мъжка гимназия в София. Изключен от нея през май 1936 г. Остава с образование до 5 клас. След това до 1939 г. работи земеделска работа в стопанството на баща си. От май 1939 г. е член на РМС, а от 9 септември 1944 г. и на БКП. От 1939 до 1940 г. е войник в първи армейски артилерийски полк, през което време завършва първи по успех школа за кандидат подофицери. Между 1940 и 1941 г. работи последователно като миньор, тухлар и земеделец. От април до август 1941 г. е мобилизиран в гр. Враня. От октомври 1941 г. започва срочна служба като подофицер в първи армейски артилерийски полк, където поддържа връзка с партизаните. През септември 1942 г. след разкрития е арестуван, впоследствие освободен, но уволнен от армията. В периода септември 1942-март 1944 г. е деловодител в КООП „Сеяч“ в родното си село. Там е секретар на РМС за селото и секторен отговорник за Панчаревски сектор. Арестуван е на 18 март 1944 г., но успява да избяга на гарата в Курило и влиза в партизанска бригада „Чавдар“.
След 9 септември 1944 г. е назначен за кмет на родното си село до март 1948 г. От 1945 г. е секретар и на селския комитет на БКП. Между март и септември 1948 г. е завеждащ отдел „Кадри“ на Околийския комитет на БКП в София. В периода септември 1948-юли 1949 г. учи в едногодишна партийна школа в София. В периода юли 1949-декември 1950 г. е инструктор в отдел „Кадри“ на сектор „Военни кадри“ при ЦК на БКП. От декември 1950 до април 1951 г. е инструктор в отдел „Административен“, сектор „Министерство на отбраната“. Между април 1951 и февруари 1952 г. е заместник-началник на управление „Кадри“ на Главното политическо управление на българската народна армия (ГлПуна). От февруари 1952 г. е началник на управление „Кадри“ на ГлПуна. Учи 1 година във Военнополитическата академия „Ленин“ в СССР. Генерал-майор от 22 октомври 1964 г. В края на 60-те години е началник на Политическото управление на Строителни войски.
Награден е с орден „Народна република България“ – I ст.
На негово име е кръстен блок в кв. „ЦЮР“ на гр. Русе.